# Elio Capradossi
Elio Capradossi (Kampala, 11 marzo 1996) è un calciatore ugandese con cittadinanza italiana, difensore del U Cluj e della nazionale ugandese.

## Biografia
È nato in Uganda da padre italiano, ex direttore di una squadra di rugby di Roma, e madre congolese. La famiglia si è trasferita in Italia quando il calciatore aveva due anni.

## Caratteristiche tecniche
È stato paragonato ad Angelo Ogbonna per le sue doti difensive, la sua forza fisica e l'altezza. È bravo ad impostare ed intercettare la palla, così come nella prestanza fisica e nel colpo di testa.

## Carriera

### Club

#### Le giovanili, il Bari e il ritorno a Roma
Elio Capradossi è cresciuto nelle giovanili della Roma con cui ha vinto il Campionato Primavera 2015-2016 da capitano. Nell'estate 2016 è stato ceduto in prestito al Bari in Serie B. Ha fatto il suo debutto in campionato il 24 settembre 2016 nella partita contro il Benevento allo Stadio San Nicola. Nel gennaio 2018, dopo una stagione e mezza trascorsa al Bari, è tornato alla Roma. Fa il suo esordio in Serie A il 6 maggio 2018 nel match contro il Cagliari, vinto per 1-0.

#### Spezia e prestito alla SPAL
Nell'estate del 2018 passa allo Spezia in Serie B con la formula del prestito. Il 23 dicembre 2018 segna il primo gol in carriera tra i professionisti nella sfida contro il Palermo (1-1) disputata allo stadio Alberto Picco. Il 2 aprile 2019, di ritorno dall'infortunio, segna il gol del definitivo 2-1, nei minuti finali, contro la Salernitana.
Il 1º agosto 2019, ad un mese dal rientro di Capradossi alla Roma, lo Spezia ufficializza l'acquisizione a titolo definitivo dell'italo-ugandese. Nel luglio 2020 riporta la rottura del legamento crociato anteriore. Il 23 maggio 2021 ritorna a giocare dopo dieci mesi di assenza dai campi da gioco, in particolare nella partita Spezia-Roma che segna anche il suo ritorno in Serie A dopo tre anni.
Il 20 agosto 2021 il calciatore viene ceduto in prestito alla SPAL (società di Ferrara che milita in serie B) con opzione di diritto di riscatto e, qualora fossero soddisfatti certi obiettivi, con obbligo di riscatto.

#### Cagliari
Il 1 settembre 2022 passa a titolo definitivo al Cagliari.
Il 22 gennaio 2024 rescinde consensualmente il contratto con la squadra sarda.

#### Lecco e Cittadella
Il 2 febbraio 2024 viene acquistato dal Lecco, militante in Serie B.
A fine stagione rimane svincolato, trovando poi squadra il 25 novembre 2024, accasandosi al Cittadella, di nuovo nel campionato cadetto. Al termine della stagione, rimane coinvolto nella retrocessione del club in Serie C.

#### Universitatea Cluj
Il 2 luglio 2025, Capradossi passa ufficialmente all'Universitatea Cluj, nella massima serie romena.

### Nazionale
Con la nazionale italiana Under 17 ha preso parte al Campionato Europeo Under 17 2013 e alla Coppa del Mondo U17 di FIFA 2013.
Ha fatto il suo debutto con l'Under 21 italiana il 5 ottobre 2017, in una partita amichevole vinta 6-2 contro l'Ungheria.
Il 23 maggio 2024 viene convocato per la prima volta dall'Uganda, nazionale delle sue origini. Esordisce il 7 giugno seguente, giocando tutti i 90 minuti, nella partita vinta per 1-0 contro il Botswana, valida per le qualificazioni al Mondiale di calcio del 2026.

## Statistiche

### Presenze e reti nei club
Statistiche aggiornate al 13 maggio 2025.
| Stagione        | Squadra         | Campionato      | Campionato | Campionato | Coppe nazionali | Coppe nazionali | Coppe nazionali | Coppe continentali | Coppe continentali | Coppe continentali | Altre coppe | Altre coppe | Altre coppe | Totale | Totale |
| Stagione        | Squadra         | Comp            | Pres       | Reti       | Comp            | Pres            | Reti            | Comp               | Pres               | Reti               | Comp        | Pres        | Reti        | Pres   | Reti   |
| --------------- | --------------- | --------------- | ---------- | ---------- | --------------- | --------------- | --------------- | ------------------ | ------------------ | ------------------ | ----------- | ----------- | ----------- | ------ | ------ |
| 2016-2017       | Bari            | B               | 23         | 0          | CI              | 0               | 0               | -                  | -                  | -                  | -           | -           | -           | 23     | 0      |
| 2017-gen. 2018  | Bari            | B               | 11         | 0          | CI              | 3               | 0               | -                  | -                  | -                  | -           | -           | -           | 14     | 0      |
| Totale Bari     | Totale Bari     | Totale Bari     | 34         | 0          |                 | 3               | 0               |                    | -                  | -                  |             | -           | -           | 37     | 0      |
| gen.-giu. 2018  | Roma            | A               | 2          | 0          | CI              | 0               | 0               | UCL                | 0                  | 0                  | -           | -           | -           | 2      | 0      |
| 2018-2019       | Spezia          | B               | 19+1       | 3+0        | CI              | 0               | 0               | -                  | -                  | -                  | -           | -           | -           | 20     | 3      |
| 2019-2020       | Spezia          | B               | 32         | 2          | CI              | 2               | 0               | -                  | -                  | -                  | -           | -           | -           | 34     | 2      |
| 2020-2021       | Spezia          | A               | 1          | 0          | CI              | 0               | 0               | -                  | -                  | -                  | -           | -           | -           | 1      | 0      |
| Totale Spezia   | Totale Spezia   | Totale Spezia   | 52+1       | 5          |                 | 2               | 0               |                    | -                  | -                  |             | -           | -           | 55     | 5      |
| 2021-2022       | SPAL            | B               | 32         | 2          | CI              | 0               | 0               | -                  | -                  | -                  | -           | -           | -           | 32     | 2      |
| 2022-2023       | Cagliari        | B               | 16         | 0          | CI              | 0               | 0               | -                  | -                  | -                  | -           | -           | -           | 16     | 0      |
| 2023-gen. 2024  | Cagliari        | A               | 0          | 0          | CI              | 0               | 0               | -                  | -                  | -                  | -           | -           | -           | 0      | 0      |
| Totale Cagliari | Totale Cagliari | Totale Cagliari | 16         | 0          |                 | 0               | 0               |                    | -                  | -                  |             | -           | -           | 16     | 0      |
| feb.-giu. 2024  | Lecco           | B               | 6          | 0          | CI              | -               | -               | -                  | -                  | -                  | -           | -           | -           | 6      | 0      |
| nov. 2024-2025  | Cittadella      | B               | 16         | 0          | CI              | -               | -               | -                  | -                  | -                  | -           | -           | -           | 16     | 0      |
| 2025-2026       | U Cluj          | L1              | -          | -          | CR              | -               | -               | UECL               | 0                  | 0                  | -           | -           | -           | -      | -      |
| Totale carriera | Totale carriera | Totale carriera | 158+1      | 7          |                 | 6               | 0               |                    | 0                  | 0                  |             | -           | -           | 165    | 7      |

### Cronologia presenze e reti in nazionale
| Cronologia completa delle presenze e delle reti in nazionale ― Uganda | Cronologia completa delle presenze e delle reti in nazionale ― Uganda | Cronologia completa delle presenze e delle reti in nazionale ― Uganda | Cronologia completa delle presenze e delle reti in nazionale ― Uganda | Cronologia completa delle presenze e delle reti in nazionale ― Uganda | Cronologia completa delle presenze e delle reti in nazionale ― Uganda | Cronologia completa delle presenze e delle reti in nazionale ― Uganda | Cronologia completa delle presenze e delle reti in nazionale ― Uganda |
| Data                                                                  | Città                                                                 | In casa                                                               | Risultato                                                             | Ospiti                                                                | Competizione                                                          | Reti                                                                  | Note                                                                  |
| --------------------------------------------------------------------- | --------------------------------------------------------------------- | --------------------------------------------------------------------- | --------------------------------------------------------------------- | --------------------------------------------------------------------- | --------------------------------------------------------------------- | --------------------------------------------------------------------- | --------------------------------------------------------------------- |
| 7-6-2024                                                              | Kampala                                                               | Uganda                                                                | 1 – 0                                                                 | Botswana                                                              | Qual. Mondiali 2026                                                   | -                                                                     |                                                                       |
| 10-6-2024                                                             | Kampala                                                               | Uganda                                                                | 1 – 2                                                                 | Algeria                                                               | Qual. Mondiali 2026                                                   | -                                                                     |                                                                       |
| 6-9-2024                                                              | Johannesburg                                                          | Sudafrica                                                             | 2 – 2                                                                 | Uganda                                                                | Qual. Coppa d'Africa 2025                                             | -                                                                     |                                                                       |
| 9-9-2024                                                              | Kampala                                                               | Uganda                                                                | 2 – 0                                                                 | Rep. del Congo                                                        | Qual. Coppa d'Africa 2025                                             | -                                                                     | 74’                                                                   |
| 20-3-2025                                                             | Il Cairo                                                              | Mozambico                                                             | 3 – 1                                                                 | Uganda                                                                | Qual. Mondiali 2026                                                   | -                                                                     |                                                                       |
| 25-3-2025                                                             | Kampala                                                               | Uganda                                                                | 1 – 0                                                                 | Guinea                                                                | Qual. Mondiali 2026                                                   | -                                                                     | cap.                                                                  |
| 6-6-2025                                                              | Marrakech                                                             | Camerun                                                               | 3 – 0                                                                 | Uganda                                                                | Amichevole                                                            | -                                                                     | cap.                                                                  |
| Totale                                                                |                                                                       | Presenze                                                              | 7                                                                     |                                                                       | Reti                                                                  | 0                                                                     |                                                                       |

| Cronologia completa delle presenze e delle reti in nazionale ― Italia under 21 | Cronologia completa delle presenze e delle reti in nazionale ― Italia under 21 | Cronologia completa delle presenze e delle reti in nazionale ― Italia under 21 | Cronologia completa delle presenze e delle reti in nazionale ― Italia under 21 | Cronologia completa delle presenze e delle reti in nazionale ― Italia under 21 | Cronologia completa delle presenze e delle reti in nazionale ― Italia under 21 | Cronologia completa delle presenze e delle reti in nazionale ― Italia under 21 | Cronologia completa delle presenze e delle reti in nazionale ― Italia under 21 |
| Data                                                                           | Città                                                                          | In casa                                                                        | Risultato                                                                      | Ospiti                                                                         | Competizione                                                                   | Reti                                                                           | Note                                                                           |
| ------------------------------------------------------------------------------ | ------------------------------------------------------------------------------ | ------------------------------------------------------------------------------ | ------------------------------------------------------------------------------ | ------------------------------------------------------------------------------ | ------------------------------------------------------------------------------ | ------------------------------------------------------------------------------ | ------------------------------------------------------------------------------ |
| 5-10-2017                                                                      | Budapest                                                                       | Ungheria under 21                                                              | 2 – 6                                                                          | Italia under 21                                                                | Amichevole                                                                     | -                                                                              | 60’                                                                            |
| 10-10-2017                                                                     | Ferrara                                                                        | Italia under 21                                                                | 4 – 0                                                                          | Marocco under 21                                                               | Amichevole                                                                     | -                                                                              | 75’                                                                            |
| 14-11-2017                                                                     | Frosinone                                                                      | Italia under 21                                                                | 3 – 2                                                                          | Russia under 21                                                                | Amichevole                                                                     | -                                                                              |                                                                                |
| 27-3-2018                                                                      | Novi Sad                                                                       | Serbia under 21                                                                | 0 – 1                                                                          | Italia under 21                                                                | Amichevole                                                                     | -                                                                              | 80’                                                                            |
| Totale                                                                         |                                                                                | Presenze                                                                       | 4                                                                              |                                                                                | Reti                                                                           | 0                                                                              |                                                                                |

## Palmarès

### Club
- Campionato Primavera: 1

Roma: 2015-2016

### Individuale
- Capocannoniere del Campionato europeo Under-17: 1

2013 (2 gol)